# 리틀 비버
《리틀 비버》(White Tuft, The Little Beaver, Meche Blanche, Les Aventures Du Petit Castor)는 캐나다에서 제작된 필립 칼드롱 감독의 2008년 가족, 모험 영화이다. 앙드레 뒤솔리에 등이 주연으로 출연하였다. 2008년 2월 22일 캐나다에서 개봉되었으며 얼라이언스 아틀란티스에 의해 배급되었다.

## 출연
- 앙드레 뒤솔리에